# Аморо Сико
Аморо Сико (фр. Amorots-Succos) насеље је и општина у југозападној Француској у региону Аквитанија, у департману Атлантски Пиринеји која припада префектури Бајон.
По подацима из 2011. године у општини је живело 231 становника, а густина насељености је износила 15,2 становника/km². Општина се простире на површини од 15,20 km². Налази се на средњој надморској висини од 104 метара (максималној 266 m, а минималној 65 m).

## Демографија
| 1962. | 1968. | 1975. | 1982. | 1990. | 1999. | 2011. |
| ----- | ----- | ----- | ----- | ----- | ----- | ----- |
| 267   | 249   | 244   | 267   | 222   | 204   | 231   |

График промене броја становника у току последњих година